# American III: Solitary Man
A Solitary Man Johnny Cash studióalbuma, amely harmadik az American szériában. A lemez producere Rick Rubin. Az albumon Tom Petty, Neil Diamond és U2 dalok is szerepelnek.

## Dalok
1. I Won't Back Down (Tom Petty/Jeff Lynne) – 2:09
2. Solitary Man (Neil Diamond) – 2:25
3. That Lucky Old Sun (Haven Gillespie/Beasely Smith) – 2:35
4. One (Bono, Adam Clayton, The Edge, Larry Mullen Jr.) – 3:53
5. Nobody (Bert Williams) – 3:14
6. I See a Darkness (Will Oldham) – 3:42
7. The Mercy Seat (Nick Cave/Mick Harvey) – 4:35
8. Would You Lay with Me (David Allen Coe) – 2:41
9. Field of Diamonds (Johnny Cash, Jack Routh) – 3:15
10. Before My Time (Johnny Cash) – 2:55
11. Country Trash (Johnny Cash) – 1:47
12. Mary of the Wild Moor (Dennis Turner) – 2:32
13. I'm Leaving Now (Johnny Cash) – 3:07
14. The Wayfaring Stranger (Trad.) – 3:19

## Munkatársak
- Johnny Cash - ének, gitár
- Norman Blake - gitár
- Mike Campbell - gitár
- June Carter Cash - ének
- Laura Cash - hegedű
- Sheryl Crow - ének, tangóharmonika
- Merle Haggard - ének, gitár
- Will Oldham - ének
- Larry Perkins - gitár
- Tom Petty - ének, Hammond orgona
- Randy Scruggs - gitár
- Marty Stuart - gitár
- Benmont Tench - zongora, Hammond orgona, harmónium

## A Billboard listán
| Év   | Lista           | Helyezés |
| ---- | --------------- | -------- |
| 2000 | country albumok | 11       |
| 2000 | pop albumok     | 88       |

## Díjak, elismerések
| Év   | Díj                                         | Album                      | Kategória       |
| ---- | ------------------------------------------- | -------------------------- | --------------- |
| 2000 | Grammy díj - Best Country Vocal Performance | American III: Solitary Man | Country lemezek |